# Evangelische Kirche (Naunheim)

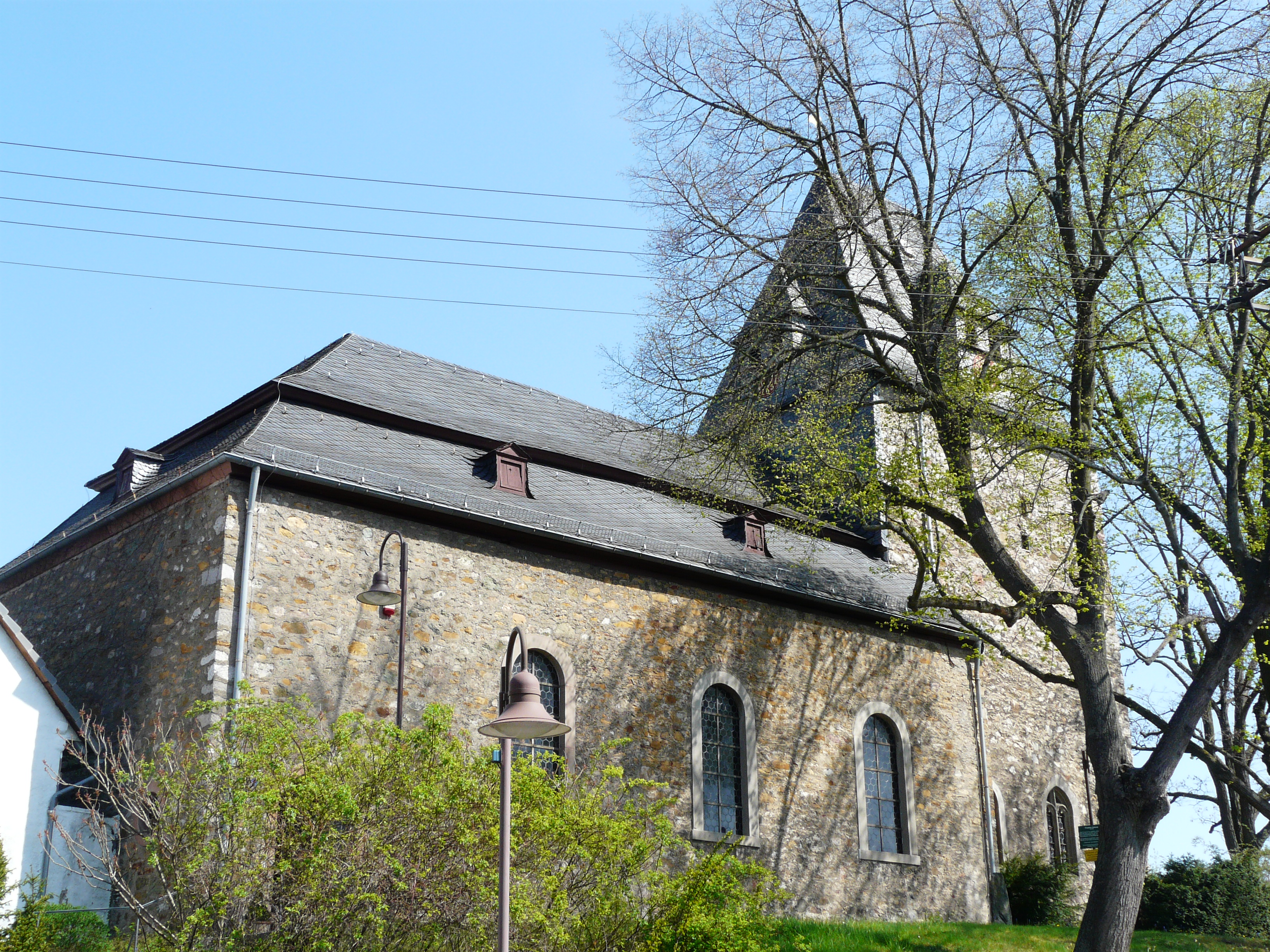
Evangelische Kirche in Naunheim

Die evangelische Kirche Naunheim ist ein denkmalgeschütztes Kirchengebäude, im Stadtteil Naunheim der Kreisstadt Wetzlar im Lahn-Dill-Kreis in Hessen. Die Kirchengemeinde gehört zum Dekanat Biedenkopf-Gladenbach in der Propstei Nord-Nassau der Evangelischen Kirche in Hessen und Nassau.

## Beschreibung
Der Chorturm der Saalkirche aus Bruchsteinen wurde nach 1446 erbaut. Da Klangarkaden fehlen, war der Turm ursprünglich höher. 1925 wurde ihm ein steiles Walmdach mit je einer Dachgaube in jede Himmelsrichtung aufgesetzt. Vier Kirchenglocken hängen im Glockenstuhl des Turms, eine von Glocken- und Kunstgießerei Rincker 1856 gegossene und drei Gussstahlglocken von 1950. 
Der Chor hat östlich ein gotisches Maßwerkfenster und westlich ein Bogenfenster aus der Barockzeit. Das Kreuzrippengewölbe im Chor trägt im Schlussstein das Solmser Wappen. Die Gewölberippen ruhen auf vier Konsolen an den Ecken. Im Chor haben sich Reste spätmittelalterliche Wandmalereien erhalten, die 1960 und 1966 freigelegt wurden. 
Im Mai 1739 wurde das Kirchenschiff des Vorgängerbaus wegen Baufälligkeit abgetragen. Das neue Kirchenschiff wurde am 12. November 1739 eingeweiht. Es wurde 1966 um zwei Fensterachsen nach Westen erweitert. Das ursprüngliche Portal befand sich in einem kleinen Anbau im Westen. Mit der Erweiterung wurde es an die westliche Südwand versetzt. Die Bogenfenster mit Gewänden aus Sandstein gliedern das Mauerwerk des Kirchenschiffs, das mit einem Mansarddach bedeckt ist. 
Im Innenraum befindet sich eine neue Empore im Westen, die alte Nordempore wurde verkürzt. Die hölzerne Kanzel mit Schalldeckel stammt von 1614, die übrige Kirchenausstattung aus der Barockzeit. An wandfesten Einbauten im Chor sind eine Piscina in der Ost- und ein Sakramentshaus in der Südwand vorhanden. 
Die Orgel mit acht Registern, einem Manual und Pedal stammt von Förster & Nicolaus Orgelbau. 